# Alpesisí-világbajnokok listája

Az alábbi táblázatok az alpesisí-világbajnokságok győzteseit sorolja fel. Az egyéni versenyszámok mellett 2005-től összetett vegyescsapat-versenyt is rendeznek.

## Férfi világbajnokok
| Év, helyszín                | Lesiklás           | Lesiklás         | Műlesiklás           | Műlesiklás       | Óriás-műlesiklás      | Óriás-műlesiklás | Szuperóriás-műlesiklás   | Szuperóriás-műlesiklás | Kombináció, szuperkombináció | Kombináció, szuperkombináció |
| --------------------------- | ------------------ | ---------------- | -------------------- | ---------------- | --------------------- | ---------------- | ------------------------ | ---------------------- | ---------------------------- | ---------------------------- |
| 1931 Mürren                 | Walter Prager      | Svájc            | David Zogg           | Svájc            |                       |                  |                          |                        |                              |                              |
| 1932 Cortina d’Ampezzo      | Gustav Lantscher   | Németország      | Friedl Däuber        | Németország      |                       |                  |                          |                        | Otto Furrer                  | Svájc                        |
| 1933 Innsbruck              | Walter Prager      | Svájc            | Anton Seelos         | Ausztria         |                       |                  |                          |                        | Anton Seelos                 | Ausztria                     |
| 1934 St. Moritz             | David Zogg         | Svájc            | Franz Pfnür          | Németország 1933 |                       |                  |                          |                        | David Zogg                   | Svájc                        |
| 1935 Mürren                 | Franz Zingerle     | Ausztria         | Anton Seelos         | Ausztria         |                       |                  |                          |                        | Anton Seelos                 | Ausztria                     |
| 1936 Innsbruck              | Rudolf Rominger    | Svájc            | Rudolf Matt          | Ausztria         |                       |                  |                          |                        | Rudolf Rominger              | Svájc                        |
| 1937 Chamonix               | Émile Allais       | Franciaország    | Émile Allais         | Franciaország    |                       |                  |                          |                        | Émile Allais                 | Franciaország                |
| 1938 Engelberg              | James Couttet      | Franciaország    | Rudolf Rominger      | Svájc            |                       |                  |                          |                        | Émile Allais                 | Franciaország                |
| 1939 Zakopane               | Helmut Lantscher   | Németország 1933 | Rudolf Rominger      | Svájc            |                       |                  |                          |                        | Josef Jennewein              | Németország 1933             |
| 1950 Aspen                  | Zeno Colo          | Olaszország      | Georges Schneider    | Svájc            | Zeno Colo             | Olaszország      |                          |                        |                              |                              |
| 1954 Åre                    | Christian Pravda   | Ausztria         | Stein Eriksen        | Norvégia         | Stein Eriksen         | Norvégia         |                          |                        | Stein Eriksen                | Norvégia                     |
| 1956 Cortina d’Ampezzo      |                    |                  |                      |                  |                       |                  |                          |                        | Toni Sailer                  | Ausztria                     |
| 1958 Badgastein             | Toni Sailer        | Ausztria         | Josi Rieder          |                  | Toni Sailer           | Ausztria         |                          |                        | Toni Sailer                  | Ausztria                     |
| 1960 Squaw Valley           |                    |                  |                      |                  |                       |                  |                          |                        | Guy Périllat                 | Franciaország                |
| 1962 Chamonix               | Karl Schranz       | Ausztria         | Charles Bozon        | Franciaország    | Egon Zimmermann       | Ausztria         |                          |                        | Karl Schranz                 | Ausztria                     |
| 1964 Innsbruck              |                    |                  |                      |                  |                       |                  |                          |                        | Ludwig Leitner               | NSZK                         |
| 1966 Portillo               | Jean-Claude Killy  | Franciaország    | Carlo Senoner        | Olaszország      | Guy Périllat          | Franciaország    |                          |                        | Jean-Claude Killy            | Franciaország                |
| 1968 Grenoble               |                    |                  |                      |                  |                       |                  |                          |                        | Jean-Claude Killy            | Franciaország                |
| 1970 Val Gardena            | Bernhard Russi     | Svájc            | Jean-Noël Augert     | Franciaország    | Karl Schranz          | Ausztria         |                          |                        | Bill Kidd                    | USA                          |
| 1972 Szapporo               |                    |                  |                      |                  |                       |                  |                          |                        | Gustavo Thöni                | Olaszország                  |
| 1974 St. Moritz             | David Zwilling     | Ausztria         | Gustavo Thöni        | Olaszország      | Gustavo Thöni         | Olaszország      |                          |                        | Franz Klammer                | Ausztria                     |
| 1976 Innsbruck              |                    |                  |                      |                  |                       |                  |                          |                        | Gustavo Thöni                | Olaszország                  |
| 1978 Garmisch-Partenkirchen | Josef Walcher      | Ausztria         | Ingemar Stenmark     | Svédország       | Ingemar Stenmark      | Svédország       |                          |                        | Andreas Wenzel               | Liechtenstein                |
| 1980 Lake Placid            |                    |                  |                      |                  |                       |                  |                          |                        | Phil Mare                    | USA                          |
| 1982 Schladming             | Harti Weirather    | Ausztria         | Ingemar Stenmark     | Svédország       | Steve Mahre           | USA              |                          |                        | Michel Vion                  | Franciaország                |
| 1985 Bormio                 | Pirmin Zurbriggen  | Svájc            | Jonas Nilsson        | Svédország       | Markus Wasmeier       | NSZK             |                          |                        | Pirmin Zurbriggen            | Svájc                        |
| 1987 Crans Montana          | Peter Müller       | Svájc            | Frank Wörndl         | NSZK             | Pirmin Zurbriggen     | Svájc            | Pirmin Zurbriggen        | Svájc                  | Marc Girardelli              | Luxemburg                    |
| 1989 Vail                   | Hansjörg Tauscher  | NSZK             | Rudolf Nierlich      | Ausztria         | Rudolf Nierlich       | Ausztria         | Martin Hangl             | Svájc                  | Marc Girardelli              | Luxemburg                    |
| 1991 Saalbach-Hinterglemm   | Franz Heinzer      | Svájc            | Marc Girardelli      | Luxemburg        | Rudolf Nierlich       | Ausztria         | Stefan Eberharter        | Ausztria               | Stefan Eberharter            | Ausztria                     |
| 1993 Morioka Sizukuisi      | Urs Lehmann        | Svájc            | Kjetil André Aamodt  | Norvégia         | Kjetil André Aamodt   | Norvégia         |                          |                        | Lasse Kjus                   | Norvégia                     |
| 1996 Sierra Nevada          | Patrick Ortlieb    | Ausztria         | Alberto Tomba        | Olaszország      | Alberto Tomba         | Olaszország      | Atle Skårdal             | Norvégia               | Marc Girardelli              | Luxemburg                    |
| 1997 Sestriere              | Bruno Kernen       | Svájc            | Tom Stiansen         | Norvégia         | Michael von Grüningen | Svájc            | Atle Skårdal             | Norvégia               | Kjetil André Aamodt          | Norvégia                     |
| 1999 Vail                   | Hermann Maier      | Ausztria         | Kalle Palander       | Finnország       | Lasse Kjus            | Norvégia         | Hermann Maier Lasse Kjus | Ausztria · Norvégia    | Kjetil André Aamodt          | Norvégia                     |
| 2001 St. Anton              | Hannes Trinkl      | Ausztria         | Mario Matt           | Ausztria         | Micael von Grüningen  | Svájc            | Daron Rahlves            | USA                    | Kjetil André Aamodt          | Norvégia                     |
| 2003 St. Moritz             | Michael Walchhofer | Ausztria         | Ivica Kostelić       | Horvátország     | Bode Miller           | USA              | Stephan Eberharter       | Ausztria               | Bode Miller                  | USA                          |
| 2005 Bormio                 | Bode Miller        | USA              | Benjamin Raich       | Ausztria         | Hermann Maier         | Ausztria         | Bode Miller              | USA                    | Benjamin Raich               | Ausztria                     |
| 2007 Åre                    | Aksel Lund Svindal | Norvégia         | Mario Matt           | Ausztria         | Aksel Lund Svindal    | Norvégia         | Patrick Staudacher       | Olaszország            | Daniel Albrecht              | Svájc                        |
| 2009 Val-d’Isère            | John Kucera        | Kanada           | Manfred Pranger      | Ausztria         | Carlo Janka           | Svájc            | Didier Cuche             | Svájc                  | Aksel Lund Svindal           | Norvégia                     |
| 2011 Garmisch-Partenkirchen | Erik Guay          | Kanada           | Jean-Baptiste Grange | Franciaország    | Ted Ligety            | USA              | Christof Innerhofer      | Olaszország            | Aksel Lund Svindal           | Norvégia                     |
| 2013 Schladming             | Aksel Lund Svindal | Norvégia         | Marcel Hirscher      | Ausztria         | Ted Ligety            | USA              | Ted Ligety               | USA                    | Ted Ligety                   | USA                          |
| 2015 Beaver Creek/Vail      | Patrick Küng       | Svájc            | Jean-Baptiste Grange | Franciaország    | Ted Ligety            | USA              | Hannes Reichelt          | Ausztria               | Marcel Hirscher              | Ausztria                     |
| 2017 St. Moritz             | Beat Feuz          | Svájc            | Marcel Hirscher      | Ausztria         | Marcel Hirscher       | Ausztria         | Erik Guay                | Kanada                 | Luca Aerni                   | Svájc                        |
| 2019 Åre                    | Kjetil Jansrud     | Norvégia         | Marcel Hirscher      | Ausztria         | Henrik Kristoffersen  | Norvégia         | Dominik Paris            | Olaszország            | Alexis Pinturault            | Franciaország                |
| 2021 Cortina d’Ampezzo      |                    |                  |                      |                  |                       |                  | Vincent Kriechmayr       | Ausztria               |                              |                              |

## Női világbajnokok
| Év, helyszín                | Lesiklás               | Lesiklás         | Műlesiklás             | Műlesiklás       | Óriás-műlesiklás         | Óriás-műlesiklás | Szuperóriás-műlesiklás | Szuperóriás-műlesiklás | Kombináció, Szuperkombináció | Kombináció, Szuperkombináció |
| --------------------------- | ---------------------- | ---------------- | ---------------------- | ---------------- | ------------------------ | ---------------- | ---------------------- | ---------------------- | ---------------------------- | ---------------------------- |
| 1931 Mürren                 | Esme MacKinnon         | Nagy-Britannia   | Esme MacKinnon         | Nagy-Britannia   |                          |                  |                        |                        |                              |                              |
| 1932 Cortina d’Ampezzo      | Paola Wiesinger        | Olaszország      | Rösli Streiff          | Svájc            |                          |                  |                        |                        | Rösli Streiff                | Svájc                        |
| 1933 Innsbruck              | Inge Wersin-Lantschner | Ausztria         | Inge Wersin-Lantschner | Ausztria         |                          |                  |                        |                        | Inge Wersin-Lantschner       | Ausztria                     |
| 1934 St. Moritz             | Anny Rüegg             | Svájc            | Christl Cranz          | Németország 1933 |                          |                  |                        |                        | Christl Cranz                | Németország 1933             |
| 1935 Mürren                 | Christl Cranz          | Németország 1933 | Anny Rüegg             | Svájc            |                          |                  |                        |                        | Christl Cranz                | Németország 1933             |
| 1936 Innsbruck              | Evelyn Pinching        | Nagy-Britannia   | Gerda Paumgarten       | Ausztria         |                          |                  |                        |                        | Evelyn Pinching              | Nagy-Britannia               |
| 1937 Chamonix               | Christl Cranz          | Németország 1933 | Christl Cranz          | Németország 1933 |                          |                  |                        |                        | Christl Cranz                | Németország 1933             |
| 1938 Engelberg              | Lisa Resch             | Németország 1933 | Christl Cranz          | Németország 1933 |                          |                  |                        |                        | Christl Cranz                | Németország 1933             |
| 1939 Zakopane               | Christl Cranz          | Németország 1933 | Christl Cranz          | Németország 1933 |                          |                  |                        |                        | Christl Cranz                | Németország 1933             |
| 1950 Aspen                  | Trude Beiser           | Ausztria         | Dagmar Rom             | Ausztria         | Dagmar Rom               | Ausztria         |                        |                        |                              |                              |
| 1954 Åre                    | Ida Schöpfer           | Ausztria         | Trude Klecker          | Ausztria         | Lucienne Schmidt-Couttet | Franciaország    |                        |                        | Ida Schöpfer                 | Ausztria                     |
| 1956 Cortina d’Ampezzo      |                        |                  |                        |                  |                          |                  |                        |                        | Madeleine Berthod            | Svájc                        |
| 1958 Badgastein             | Lucile Wheeler         | Kanada           | Inger Bjornbakken      | Norvégia         | Lucile Wheeler           | Kanada           |                        |                        | Frida Dänzer                 | Svájc                        |
| 1960 Squaw Valley           |                        |                  |                        |                  |                          |                  |                        |                        | Anne Heggtveit               | Kanada                       |
| 1962 Chamonix               | Christl Haas           | Ausztria         | Marianne Jahn          | Ausztria         | Marianne Jahn            | Ausztria         |                        |                        | Marielle Goitschel           | Franciaország                |
| 1964 Innsbruck              |                        |                  |                        |                  |                          |                  |                        |                        | Marielle Goitschel           | Franciaország                |
| 1966 Portillo               | Erika Schinegger       | Ausztria         | Annie Famose           | Franciaország    | Marielle Goitschel       | Franciaország    |                        |                        | Marielle Goitschel           | Franciaország                |
| 1968 Grenoble               |                        |                  |                        |                  |                          |                  |                        |                        | Nancy Greene                 | Kanada                       |
| 1970 Val Gardena            | Annerösli Zryd         | Svájc            | Ingrid Lafforgue       | Franciaország    | Betsy Clifford           | Kanada           |                        |                        | Michéle Jacot                | Franciaország                |
| 1972 Szapporo               |                        |                  |                        |                  |                          |                  |                        |                        | Anemarie Pröll               | Ausztria                     |
| 1974 St. Moritz             | Annemarie Moser-Pröll  | Ausztria         | Hanni Wenzel           | Liechtenstein    | Fabienne Serrat          | Franciaország    |                        |                        | Fabienne Serrat              | Franciaország                |
| 1976 Innsbruck              |                        |                  |                        |                  |                          |                  |                        |                        | Rosi Mittermaier             | NSZK                         |
| 1978 Garmisch-Partenkirchen | Annemarie Moser-Pröll  | Ausztria         | Lea Sölkner            | Ausztria         | Maria Epple              | NSZK             |                        |                        | Annemarie Moser-Pröll        | Ausztria                     |
| 1980 Lake Placid            |                        |                  |                        |                  |                          |                  |                        |                        | Hanni Wenzel                 | Liechtenstein                |
| 1982 Schladming             | Gerry Sörensen         | USA              | Erika Hess             | Svájc            | Erika Hess               | Svájc            |                        |                        | Erika Hess                   | Svájc                        |
| 1985 Bormio                 | Michela Figni          | Svájc            | Perrine Pelen          | Franciaország    | Diann Roffe              | USA              |                        |                        | Erika Hess                   | Svájc                        |
| 1987 Crans Montana          | Maria Walliser         | Svájc            | Erika Hess             | Svájc            | Vreni Schneider          | Svájc            | Maria Walliser         | Svájc                  | Erika Hess                   | Svájc                        |
| 1989 Vail                   | Maria Walliser         | Svájc            | Mateja Svet            | Jugoszlávia      | Vreni Schneider          | Svájc            | Ulrike Maier           | Ausztria               | Tamara McKinney              | USA                          |
| 1991 Saalbach-Hinterglemm   | Petra Kronberger       | Svájc            | Vreni Schneider        | Svájc            | Pernilla Wiberg          | Svédország       | Ulrike Maier           | Ausztria               | Chantal Bournissen           | Svájc                        |
| 1993 Morioka Sizukuisi      | Kate Pace              | Kanada           | Karin Buder            | Ausztria         | Carole Merle             | Franciaország    | Katja Seizinger        | Németország            | Mariam Vogt                  | Németország                  |
| 1996 Sierra Nevada          | Picabo Street          | USA              | Pernilla Wiberg        | Svédország       | Deborah Compagnoni       | Olaszország      | Isolde Kostner         | Olaszország            | Pernilla Wiberg              | Svédország                   |
| 1997 Sestriere              | Hilary Lindh           | USA              | Deborah Compagnoni     | Olaszország      | Deborah Compagnoni       | Olaszország      | Isolde Kostner         | Olaszország            | Renate Götschl               | Ausztria                     |
| 1999 Vail                   | Renate Götschl         | Ausztria         | Zali Steggall          | Ausztria         | Alexandra Meissnitzer    | Ausztria         | Alexandra Meissnitzer  | Ausztria               | Pernilla Wiberg              | Svédország                   |
| 2001 St. Anton              | Michaela Dorfmeister   | Ausztria         | Anja Pärson            | Svédország       | Sonja Nef                | Svájc            | Regine Cavagnoud       | Franciaország          | Martina Ertl                 | Németország                  |
| 2003 St. Moritz             | Melanie Turgeon        | Kanada           | Janica Kostelić        | Horvátország     | Anja Pärson              | Svédország       | Michaela Dorfmeister   | Ausztria               | Janica Kostelić              | Horvátország                 |
| 2005 Bormio                 | Janica Kostelić        | Horvátország     | Janica Kostelić        | Horvátország     | Anja Pärson              | Svédország       | Anja Pärson            | Svédország             | Janica Kostelić              | Horvátország                 |
| 2007 Åre                    | Anja Pärson            | Svédország       | Šárka Záhrobská        | Csehország       | Nicole Hosp              | Ausztria         | Anja Pärson            | Svédország             | Anja Pärson                  | Svédország                   |
| 2009 Val-d’Isère            | Lindsey Vonn           | USA              | Maria Riesch           | Németország      | Kathrin Hölzl            | Németország      | Lindsey Vonn           | USA                    | Kathrin Zettel               | Ausztria                     |
| 2011 Garmisch-Partenkirchen | Elisabeth Görgl        | Ausztria         | Marlies Schield        | Ausztria         | Tina Maze                | Szlovénia        | Elisabeth Görgl        | Ausztria               | Anna Fenninger               | Ausztria                     |
| 2013 Schladming             | Marion Rolland         | Franciaország    | Mikaela Shiffrin       | USA              | Tessa Worley             | Franciaország    | Tina Maze              | Szlovénia              | Maria Höfl-Riesch            | Németország                  |
| 2015 Beaver Creek/Vail      | Tina Maze              | Szlovénia        | Mikaela Shiffrin       | USA              | Anna Fenninger           | Ausztria         | Anna Fenninger         | Ausztria               | Tina Maze                    | Szlovénia                    |
| 2017 St. Moritz             | Ilka Štuhec            | Szlovénia        | Mikaela Shiffrin       | USA              | Tessa Worley             | Franciaország    | Nicole Schmidhofer     | Ausztria               | Wendy Holdener               | Svájc                        |
| 2019 Åre                    | Ilka Štuhec            | Szlovénia        | Mikaela Shiffrin       | USA              | Petra Vlhová             | Szlovákia        | Mikaela Shiffrin       | USA                    | Wendy Holdener               | Svájc                        |
| 2021 Cortina d’Ampezzo      |                        |                  |                        |                  |                          |                  | Lara Gut               | Svájc                  |                              |                              |

## Vegyescsapat-verseny
| Év, helyszín                | Világbajnokok                                                                                            | Ország        |
| --------------------------- | --- | ------------- |
| 2005 Bormio                 | Monika Bergmann, Florian Eckert, Andreas Ertl, Martina Ertl, Hilde Gerg, Felix Neureuther                | Németország   |
| 2007 Åre                    | Renate Götschl, Michaela Kirchgasser, Mario Matt, Benjamin Raich, Marlies Schield, Fritz Strobl          | Ausztria      |
| 2009 Val-d’Isère            | – | –             |
| 2011 Garmisch-Partenkirchen | Taïna Barioz, Thomas Fanara, Anémone Marmottan, Cyprien Richard, Gauthier de Tessières, Tessa Worley     | Franciaország |
| 2013 Schladming             | Nicole Hosp, Michaela Kirchgasser, Carmen Thalmann, Marcel Hirscher, Marcel Mathis, Philipp Schörghofer  | Ausztria      |
| 2015 Beaver Creek/Vail      | Eva-Maria Brem, Michaela Kirchgasser, Nicole Hosp, Marcel Hirscher, Christoph Nösig, Philipp Schörghofer | Ausztria      |
| 2017 St. Moritz             | Adeline Baud Mugnier, Nastasia Noens, Tessa Worley, Mathieu Faivre, Julien Lizeroux, Alexis Pinturault   | Franciaország |
| 2019 Åre                    | Aline Danioth, Andrea Ellenberger, Wendy Holdener, Sandro Simonet, Daniel Yule, Ramon Zenhäusern         | Svájc         |
| 2021 Cortina d’Ampezzo      | |               |